# Totalbold.dk
TotalBold.dk er et dansk fodboldsite, der primært fokuserer på nyhedsdækning af de bedste rækker i den danske, engelske, franske, tyske, italienske samt spanske liga, samt europæiske klubturneringer og landsholdsfodbold. I modsætning til andre danske fodboldsites, som f.eks. bold.dk, har TotalBold.dk også dybdegående artikler.

## Ekstern kilde/henvisning
- TotalBold.dk's hjemmeside